# Close-Up (1990)
Close-Up (Perzisch: نمای نزدیک, Nema-ye Nazdik) is een Iraanse documentaire uit 1990 onder regie van Abbas Kiarostami.

## Verhaal
Een man wordt ingerekend, omdat hij zich heeft uitgegeven voor een beroemde Iraanse filmmaker. De regisseur Abbas Kiarostami volgt de rechtszaak. De bedrieger blijkt echter een uitstekende acteur te zijn. Dankzij de film van Kiarostami wordt hij beroemd.

## Rolverdeling
| Acteur            | Personage |
| ----------------- | --------- |
| Hossein Sabzian   | zichzelf  |
| Mohsen Makhmalbaf | zichzelf  |
| Abbas Kiarostami  | zichzelf  |